# Осиновка (река, впадает в Байкал у Прибоя)
Оси́новка — река в России, в Кабанском районе Бурятии. Впадает в озеро Байкал в 2 км к западу от посёлка Прибой у о. п. Осиновка. Длина — 13 км.

## Описание
Бо́льшая часть течения реки Осиновки приходится на территорию Байкальского биосферного заповедника, за исключением приустьевого участка.
Река берёт начало на западном склоне горы Осиновка (1935 м) в 20 км севернее центрального Хамар-Дабана, и в 12 км по прямой к югу от посёлка Прибой.
По выходе на предбайкальскую низменность, в 1 км от устья Осиновка покидает Байкальский заповедник. Здесь реку пересекают автомобильный мост федеральной автотрассы «Байкал» (в 500 м от устья) и два железнодорожных моста Транссибирской магистрали (170 м от устья). Ширина реки в устье — до 10 м. Впадает с юга в Байкал в 350 м к востоку от остановочного пункта Осиновка Восточно-Сибирской железной дороги.
Высота устья — 456 м над уровнем моря.

## Данные водного реестра
По данным государственного водного реестра России относится к Ангаро-Байкальскому бассейновому округу. Водохозяйственный участок реки — бассейны рек южной части Байкала в междуречье рек Селенга и Ангара. Речной бассейн реки — бассейны малых и средних притоков южной части Байкала.
Код объекта в государственном водном реестре — 16020000112116300020422.